# Asclepias uncialis
Espèce
Classification phylogénétique
Asclepias uncialis est une espèce de plante à fleurs nord-américaine de la famille des Apocynaceae et du genre Asclepias.

## Description
Asclepias uncialis est une petite plante vivace dressée avec un rhizome. Les pousses fines et herbacées sont ascendantes ou couchées et mesurent seulement 5 à 20 cm de long. Plusieurs pousses poilues, densément compactées, très peu duveteuses et non ramifiées poussent hors du rhizome. Comme la plupart des autres asclépiades, les tiges contiennent une sève laiteuse.
Les feuilles opposées aux feuilles alternées irrégulièrement sur les tiges sont courtes à très courtes (1 à 5 mm de long) et de forme très différente le long de la pousse. Les limbes inférieurs sont en forme d’œuf, les limbes supérieurs changent assez brusquement pour prendre une forme linéaire-lancéolée. L'extrémité externe est obtuse à aiguë, la base obtuse à arrondie. Elles mesurent 1 à 2 cm de long, 2 à 7 mm de large et sont très finement poilus.
Les inflorescences à petites fleurs sont terminales ou presque terminales latéralement sur les nœuds supérieurs et sessiles, rarement également avec une tige courte. Les fleurs pétiolées sont relativement petites, les tiges très fines mesurent 1 à 1,5 cm de long et finement poilues. Les sépales sont ovoïdes-lancéolés, d'environ 2 mm de long et aux poils clairsemés. La corolle est en forme de roue et au dos fortement recourbé, avec des pétales rose violet. Les pointes mesurent environ 4 mm de long. La corolle à une rangée, rose pâle à jaunâtre, est sessile. Les pointes de la couronne secondaire (staminale) sont en forme de sac court, d'environ 1,5 mm de long et aplaties à l'extrémité supérieure. La forme est créée en faisant rouler les pointes vers l'intérieur. Au niveau de la «couture» de la structure en forme de sac, les bords sont pliés à angle droit et étirés en saillies triangulaires et pointues. Les pointes de la couronne secondaire sont légèrement plus courtes que le gynostégium.
Elle fleurit en mai et juin. Les premières plantes à fleurs furent récoltées fin mars. Les fleurs restent ouvertes pendant quatre à huit jours. Elles produisent beaucoup de nectar. Les fruits mûrissent en 40 à 60 jours après la fécondation.
Les follicules se tiennent debout sur des tiges courbées en forme de U ; ils mesurent environ 4 à 6 cm de long. Habituellement, un seul fruit se développe par tige, rarement deux fruits.
Le porte-greffe en forme de rhizome produisant plusieurs pousses souvent largement espacées, une reproduction végétative limitée est également considérée comme possible.
Asclepias uncialis est étroitement lié à Asclepias cutleri (sv) et Asclepias brachystephana (sv).

## Répartition
Asclepias uncialis se trouve le long du sud des montagnes Rocheuses dans ce qui peut être considéré comme les grandes plaines occidentales. Elle s'étend sur les États américains de l'Arizona, du Colorado, du Nevada, du Nouveau-Mexique, de l'Oklahoma, du Texas, de l'Utah et du Wyoming. Elle pousse dans des sols secs, sableux ou caillouteux à une altitude de 1 100 à 2 150 m d'altitude.

## Taxonomie
Le taxon est décrit pour la première fois par Edward Lee Greene en 1880. En 1941, Bassett Maguire décrit le taxon Asclepias ruthiae ; l'épithète rend hommage à sa femme Ruth Maguire. Robert Everard Woodson considère les deux taxons comme des espèces valides en 1954. En revanche, Eric Sundell réduit Asclepias ruthiae en 1994 à une simple variété d’Asclepias uncialis. John T.Kartesz et Kanchi Natarajan Gandhi établissent le rang d’Asclepias ruthiae à une sous-espèce en 1991. Plant List accepte ses deux sous-espèces :
- Asclepias uncialis subsp. uncialis : cette sous-espèce est très petite, les pousses ne mesurent que 5 à 10 cm de long. Les feuilles sont lancéolées à linéaires. Les poils duveteux sont limités aux bords des feuilles et aux nervures des feuilles. Les fleurs sont relativement petites, les pétales de 3 à 4 mm de long. Les coins de la couronne secondaire ont des appendices triangulaires bien développés sur les bords. La sous-espèce uncialis est limitée à l'Arizona, au Colorado, au Nouveau-Mexique, à l'Oklahoma, au Texas, à l'Utah et au Wyoming. Elle pousse à 1 500 à 2 150 m d'altitude dans les forêts légères et les buissons du désert.
- Asclepias uncialis subsp. ruthiae (Maguire) J.T.Kartesz & Gandhi. Les pousses mesurent de 10 à 20 cm de haut avec des feuilles généralement largement ovales, largement elliptiques ou presque rondes, qui se transforment lentement en feuilles étroitement ovales ou largement lancéolées vers le haut. Les bords sont poilus laineux, les côtés supérieur et inférieur courts poilus laineux à chauve. Les fleurs sont relativement grandes, les pointes des pétales mesurent 4 à 6 mm de long. Les coins de la couronne secondaire n'ont que des appendices triangulaires indistincts à modérément développés sur les bords. L'holotype est conservé à l'université d'État de l'Utah. La sous-espèce ruthiae est limitée à l'Arizona, au Nouveau-Mexique, au Nevada et à l'Utah. Elle pousse dans les buissons du désert et les forêts de conifères tempérées à une altitude de 1 100 à 1 900 m.

## Écologie
L'habitat est principalement une prairie d'herbes courtes. La quantité d'habitat disponible a diminué au fil des ans en raison de sa conversion à des fins agricoles. Le territoire est dominé par les graminées, en particulier des espèces de Bouteloua.
Asclepias uncialis pousse souvent avec Bouteloua dactyloides, Hesperostipa comata, Koeleria macrantha, Pascopyrum smithii, Aristida purpurea (en) et Sporobolus cryptandrus (en). Il y a également des arbustes tels que Artemisia tridentata. La plante peut également être présente dans les parties herbeuses des froêts de pins et de genévriers et d'autres forêts ouvertes. Les plantes peuvent pousser à la base de grandes aires telles que les mesas, mais elles ne se trouvent pas sur des affleurements rocheux ou des habitats perturbés tels que les dunes.

## Environnement
Il existe plusieurs menaces pour l'espèce. L'une est une menace inconnue probablement liée à la biologie de la plante qui est mise en évidence par son absence dans de grandes étendues d'habitat approprié et son absence d'un assemblage de plantes indigènes survivantes. Elle peut avoir de faibles taux de reproduction sexuée.